# كيا (ملكة)
كيا، هي ملكة مصرية قديمة غير حاكمة أو زوجة ملك، عاشت في عهد الأسرة الثامنة عشرة، وهي واحدة من زوجات الملك أمنحتب الرابع أو إخناتون كما أطلق على نفسه بعد العام الخامس من حكمه، ولا يعرف عنها الكثير، وأفعالها والأدوار التي لعبتها كملكة موثقة توثيقا ضئيلاً جداً في السجلات التاريخية، على عكس الزوجة الملكية الرئيسية الأولى للملك إخناتون، نفرتيتي. ويوحي اسم كيا غير الاعتيادي بأنها قد تكون في الأصل أميرة ميتانية. وتبيّن الدلائل القليلة الباقية أن كيا كانت شخصية مهمة في بلاط أخناتون الملكي خلال السنوات الوسطى من حكمه، وعندها أنجبت له ابنة. وهي تختفي من التاريخ قبل سنوات قليلة من وفاة الملك زوجها. وفي سنوات سابقة، كان يعتقد أنها قد تكون أماً للملك توت عنخ آمون، ولكن نتائج تحليل الحامض النووي الحديثة تشير إلى أن هذا التوجه غير وارد.

## اسمها وألقابها
اسم كيا في حد ذاته مثير للجدل، فقد قيل إنه قد يكون «اسم تدليل» أو اسماً مختصراً وليس اسمها الكامل، وفي هذا الصدد يمكن أن يكون اختصاراً لاسم أجنبي مثل الاسم الميتاني «تدوخيبا» على سبيل التحديد، ابنة الملك توشراتا التي تزوجت الملك أمنحتب الثالث في أواخر عهده، ورسائل تل العمارنة تشير إلى أنها كانت امرأة شابة صالحة للزواج في ذلك الوقت. وعلى وجه الخصوص، الرسائل ر قم 27 إلى 29 تؤكد أن تدوخيبا أصبحت واحدة من زوجات أخناتون. وبالتالي اقترح بعض علماء المصريات أن تدوخيبا وكيا قد يكونان نفس الشخص.
ومع ذلك، لا يوجد دليل يؤكد أن كيا كانت أي شيء سوى امرأة مصرية أصيلة غير أجنبية الأصل. وفي الواقع، اقترح عالم المصريات سيريل ألدرد أن اسمها غير المعتاد هو في الواقع بديل أو مرادف للكلمة المصرية القديمة «قردة»، مما يجعل من غير الضروري أن لها من الأساس أصلاً أجنبياً.
و في النقوش تعطى كيا ألقاب «المفضلة» و«المحبوبة كثيراً»، ولكنها لا تعطَ أبداً ألقاب «الأميرة الوراثية» أو «الزوجة الملكية العظيمة»، مما يعطي تلميحاً أنها ليست من الدم الملكي.
و لقبها الكامل كان:
زوجة ملك الوجه القبلي والوجه البحري المحبوبة كثيراً (منه)، من يعيش في الحقيقة (العدالة/الحق/النظام والتوازن)، رب الأرضين، نفرخبرو رع وع إن رع، الابن الصالح لآتون الحي، الذي يجب أن يعيش إلى أبد الآبدين، كيا ".
و جميع القطع الأثرية المتعلقة بالملكة كيا تأتي من تل العمارنة، عاصمة أخناتون قصيرة البقاء، أو من المقبرة KV55 في وادي الملوك. وهي لا تظهر في عهد أي ملك آخر.

## الشواهد على حياة كيا
كان وجود كيا غير معروف حتى العام 1959، عندما لوحظ اسمها وألقابها على صندوق مستحضرات التجميل الصغير في مجموعة متحف المتروبوليتان للفنون. وقد اشتُرى قبل ثلاثين عاما تقريبا من ذلك التاريخ، من دون ذكر المصدر الأصلي، بواسطة عالم المصريات هوارد كارتر.
كتب عالما المصريات البريطانيان إيدان دودسون وديان هيلتون:

«وقد ذكر اسم كيا ونقش على أشياء مختلفة صنعت في تل العمارنة، على مزهريات في لندن ونيويورك، وأربع مكاحل مجزأة في برلين ولندن، وجرة نبيذ، كما يمكن أنه تصورها ثلاث تماثيل غير مكتملة أو دراسات لصناعة التماثيل، وتم العثور على تابوتها وأوانيها الكانوبية في مدفن ملك (ربما سمنخكارع)، الذي تم اكتشافه في المقبرة KV55 في وادي الملوك، وجميع أغراض كيا تقريباً اغتصبت ونسبت لبنات أخناتون، مما يجعل من المؤكد إلى حد ما أنها تم وصمها بالعار لسبب ما بعد العام 11 من حكم الملك أخناتون».
وكان إخناتون وأسرته يعيشون في طيبة في السنوات الأربع الأولى من حكمه، وأنشأوا العاصمة الجديدة في تل العمارنة في العام الخامس. ولم يتم إثبات وجود كيا خلال هذه الفترة المبكرة. فقط ظهرت بعد الانتقال إلى أخت آتون (الاسم القديم لتل العمارنة) باعتبارها واحدة من زوجات إخناتون.
وظهر اسم كيا بشكل بارز في تدشين المعبد المعروف باسم «مرو آتون»، على الحافة الجنوبية من المدينة، وذلك وفقا لدراسات النقوش. والنقوش في مرو آتون تم تعديلها في نهاية المطاف باستبدال اسم وألقاب كيا باسم وألقاب ابنة إخناتون الكبرى، مريت آتون.
وواحدة أو أكثر من «المظلات» أو المقامات الجانبية في أكبر معبد في المدينة يكرّس لإلهها الرئيسي والوحيد آتون، والمعروف باسم پر آتون (بيت آتون)، كانت تحمل في الأصل اسم كيا، وكذلك تم إعادة تهيئة هذه المظلة - مع غيرها من المظلات - في وقت لاحق لمريت آتون وعنخس إن با آتون، ابنة أخناتون الثالثة. وبعض النقوش المعاد نقشها تشير إلى أن كيا كانت لها ابنة، ولكن لم يتم حفظ اسمها للأسف. وعالم المصريات مارك غابولد يقترح أن ابنة كيا كانت باقت آتون، التي غالبا ما يتم الإشارة إليها على أنها ابنة أمنحتب الثالث والملكة تي.
وأكثر الآثار إثارة للملكة كيا هو التابوت الخشبي المذهب ذو الصنعة المكلفة والمعقدة الذي تم اكتشافه في المقبرة مقبرة 55 في وادي الملوك. وتحتوي حواف التابوت على صلاة آتونية كانت مخصصة أصلا لامرأة، ولكن تم تنقيحها لاحقا للإشارة إلى رجل - مع ما يكفي من الأخطاء النحوية للإفصاح عن جنس صاحبة التابوت الأصلية. ونمط التابوت ولغة النقوش المفعمة بالحياة تضع صناعته في عهد أخناتون. والرأي العلمي الآن يجعل كيا صاحبته الأصلية. وثراء هذا التابوت، الذي يقارن في الأسلوب مع التابوت الأوسط للملك توت عنخ آمون، يوفر دليلا آخر على مكانة كيا العليا في تل العمارنة.
وقد حاول العديد من علماء المصريات تقديم تفسير لأهميتها تلك، وقد أشارت العديد من المناقشات العلمية حول نسب توت عنخ آمون خلال أواخر القرن العشرين والسنوات الأولى من القرن الحادي والعشرين إلى فرضية أن كيا كانت والدة هذا الملك. وإذا كانت قد حملت بالفعل بوريث ذكر لأخناتون، فإن هذا الأمر قد يستحق شرفاً فريداً من نوعه. ومع ذلك، فقد أثبتت الدراسات الوراثية للمومياوات الملكية المصرية، بقيادة عالم المصريات المصري زاهي حواس وكارستن بوش، أن أم توت عنخ آمون البيولوجية كانت المومياء المرقمة (KV35YL)، وهي «السيدة الصغيرة» التي اكتشفت في خبيئة المومياء في مقبرة الملك أمنحتب الثاني.

## تعييرها وموتها
تختفي كيا من التاريخ خلال الثلث الأخير من حكم إخناتون. فقد تم مسح اسمها وصورها من المعالم الأثرية واستبدالها ببنات أخناتون نفسه، السنة الدقيقة لاختفاءها غير معروفة، مع دراسات أخيرة تشير إلى تواريخ تتراوح من السنة 11 أو 12  إلى السنة 16 من حكم الملك إخناتون. فواحدة من آخر الحالات لذكر اسمها هو جرة النبيذ من تل العمارنة التي يذكر عليها العام 11 من حكم إخناتون، مشيرة إلى أن أملاك كيا كانت تنتج الخمر في ذلك العام. وسواء ماتت أو نفيت أو عانت من سوء حظ آخر، فإن علماء المصريات غالبا ما فسروا محو اسمها كعلامة على العار أو التعيير لسبب ما.
وقد قُدمت سيناريوهات مختلفة لشرح اختفاء كيا. فبعد أن اقترح أن كيا كانت أم توت عنخ آمون، يكتب نيكولاس ريفز أنه «ليس من المستبعد أنها سقطت من النعمة والنعيم في انقلاب محكم قامت به نفرتيتي الغيورة». وبعد أن جادل مارك جابولد بأن كيا كانت تدوخيبا، ابنة ملك ميتاني، أشار إلى أنها «دفعت الثمن» لتدهور التحالف بين مصر وميتاني وأعيدت إلى بلدها.
ومن غير المؤكد ما إذا كانت كيا استخدمت المعدات الجنائزية الغنية التي أعدت من أجل وفاتها أم لا، وإذا كان اختفاؤها نتيجة عار أو نفي، فإن الجواب لن يكون بنعم مطلقاً. من ناحية أخرى، إذا توفيت في تناغم مع أخناتون، ربما كان قد تلقت دفناً فخماً مناسباً لوضعها كلمكة. وفي الحالة الأخيرة، من المحتمل أن يكون لها نصيب في مقبرة تل العمارنة الملكية، والتي تضم مجموعة من ثلاث غرف تستخدم بوضوح لثوي أفراد من عائلة أخناتون في مراقدهم الأبدية. وعلى الأقل اثنين وربما ثلاثة أشخاص مختلفين تم دفنهم في هذه المقبرة، بمن في ذلك ابنة إخناتون مكت آتون، وهي الوحيدة التي لا يزال اسمها موجوداً في المقبرة. واثنتان من الغرف في الأصل شملت رسومات جصية منقوشة تصور أخناتون ونفرتيتي، وبعض من بناتهما، وغيرهم من المشيعين في رثاء المتوفى. وقد اقترح بعض علماء المصريات أن أحد مشاهد الحداد تلك يشير إلى كيا، على الرغم من عدم وجود أدلة محددة تدعم هذا الادعاء.
وعلاوة على ذلك، فإن التفسير التقليدي لمشاهد الحداد هو أنها تمثل وفاة الميتة أثناء وضع طفلها (على الرغم من أن هذا الرأي قد تم الطعن فيه مؤخرا). وقد شجع التفسير التقليدي التكهنات بأن كيا توفيت أثناء ولادة طفل لأخناتون، ولكن لمرة أخرى، لا توجد أدلة واضحة متاحة تدعم هذا الادعاء.

## كيا والسيدة الصغيرة
وقد تكهن البعض أن المومياء المعروفة باسم السيدة الصغيرة، المكتشفة في مقبرة وادي الملوك KV35، قد تكون لكيا. ووفقا لجوان فليتشر (الذي قال إن المومياء لنفرتيتي) تم العثور على شعر مستعار على الطراز النوبي بالقرب من المومياء. وارتبط هذا النمط كذلك مع كيا.
وقد أظهرت نتائج اختبارات الحمض النووي التي نشرت في فبراير 2010 بشكل قاطع أن مومياء السيدة الصغيرة هي أم الملك توت عنخ آمون، وبأخذ الخيط على امتداده أي إنها زوجة الملك أخناتون كذلك. وتظهر النتائج أيضا أنها كانت شقيقة لزوجها من أبيه وأمه، وأنهما كانا أبناء الملك أمنحتب الثالث والملكة تيي. هذه العلاقة الأسرية تستبعد احتمال أن السيدة الصغيرة كانت كيا، لأنه لا يوجد أي قطعة أثرية معروفة من متعلقات الملكة كيا تحمل اللقب «ابنة الإله» أو «ابنة الملك». ولأسباب مشابهة نفرتيتي مستبعدة أيضا. ويخلص التقرير إلى أن إما نبت آح أو باقت آتون، بنات أمنحتب الثالث الأصغر سنا اللواتي لم يُعرف أنهن تزوجن أباهن، هن المرشحات الأكثر احتمالا لهوية مومياء السيدة الصغيرة.